# Kanonické právo
Kanonické právo je náboženské právo katolických, pravoslavných a anglikánských církví, které jsou jeho tvůrkyněmi. Zásadním předpokladem tohoto práva je, že nesmí nijak narušovat božské právo, které je častěji a přesněji označováno latinsky jako ius divinum. Srozumitelněji lze říci, že se jedná o soubor pravidel (kánonů) platných v určité křesťanské (katolické, pravoslavné či anglikánské) církvi.
Toto právo má za sebou velmi dlouhou historii, za jejíž počátek lze označit vznik křesťanství. Během této historie došlo k několika církevním rozkolům, změnám principů v nahlížení na toto právo. Změnami procházelo nejen toto právo, ale i celá společnost, a tak se měnil i vztah jednotlivých „státních“ práv k tomuto celku. Neinformovanou veřejností bývá toto právo spojováno s něčím nemoderním a s něčím, co je již překonané, často bývá dáváno do souvislostí s mučením, resp. torturou atp. Tato kritika však bývá založena na neznalosti a často nezohledňuje skutečný vývoj nejen tohoto práva, ale i ostatních právních systémů. Právě z tohoto práva totiž pochází řada myšlenek, které později pronikly do jiných právních systémů (např. vydávání zločinců). Na některých vývojových stupních, respektive na některých pasážích tohoto práva je silně patrné ovlivnění římským právem. Po celou svoji historii se toto právo pohybuje mezi právními a teologickými potřebami. Odborníkovi zabývajícímu se kanonickým právem se říká kanonista.
V době komunistické totality nebylo v Československu možné kanonické právo jakožto obor studovat. Od roku 2013 je tento obor akreditován na Katolické univerzitě v Ružomberku. V Česku lze dílčí předměty studovat na Právnické fakultě Univerzity Karlovy v Praze (bez možnosti studovat kanonické právo jako samostatný obor a dosáhnout v něm titulu). V letech 2012-2016 organizovala licenciátní studium kanonického práva (ve spolupráci s Katolickou univerzitou Jana Pavla II. v Lublinu) brněnská Akademie kanonického práva.

## Historie
Historie kanonického práva začíná vznikem křesťanství, ačkoli slovo kánon začal používat až První nikajský koncil (325). Prvopočáteční normy křesťanů však lze stěží považovat za nějaký smysluplný kodex, neboť se křesťané pouze snažili naplnit Ježíšovo kázání na hoře (Mt. 5, 1–7, 29, Lk. 6, 17–49). Dalším důležitým pramenem byla samozřejmě Bible a díla Apoštolských Otců. Faktické vykonávání, výklad a tvorba nových pravidel byla do Prvního nikajského koncilu zcela v kompetenci místních organizací, které je realizovaly především ve formě biskupských výnosů. To vedlo k decentralizované správě, ve které papež neměl žádné mimořádné pravomoce.
Díky politické situaci se tato skutečnost začala v 5. století měnit a postupně docházelo k posílení papežské moci, která byla realizována pomocí papežských dekretálů. Prakticky až do Druhého nikajského koncilu (787) se kanonické právo vyvíjelo jednotně ačkoli bylo výrazně ovlivňováno místními biskupskými výnosy. Po tomto koncilu se začaly stále více prohlubovat rozdíly mezi východním a západním náhledem na křesťanství a od následujícího Čtvrtého cařihradského koncilu (869–870) se jedná o koncily uznávané pouze západní částí katolické církve. To neznamenalo, že by na jednu část přešlo kanonické právo a druhá tvořila něco jiného, znamená to pouze, že se kanonické právo rozdělilo na dvě části, které se postupem času v některých ohledech poměrně vzdálily.

## Kanonické právo katolické církve
Hlavní článek: Kanonické právo katolické církve

### Západní kanonické právo
Pak směřovalo k výraznému posílení papežské moci a kodifikaci práva. Od 12. století se papež stal hlavním pramenem práva, často se hovoří o tzv. papežském právu. Kromě papeže vycházelo toto právo z usnesení tzv. ekumenických koncilů. Období 12.–16. století lze považovat za nejlepší období rozvoje tohoto práva. Pro tento rozvoj bylo stěžejní jeho oddělení od teologie, čímž vznikl samostatný právní obor, zabývající se pouze tímto právem. Stěžejním pro tuto dobu bylo sepsání Graciánova dekretu (asi 1140), který byl a je pouze soukromou sbírkou nikoli kodifikací práva, přesto se stala první knihou Corpus Iuris Canonici. Předtím i jako soukromá sbírka ovlivnil kanonické právo a ukázal tak cestu k oficiální kodifikaci. Po tomto dekretu vznikla řada podobných soukromých kodifikací práva, které jsou důležitými prameny kanonického práva. K první oficiální kodifikaci dal podnět Řehoř IX., z jehož popudu vznikla tzv. Liber Extra, která vyšla v roce 1234 a obsahuje dekretály, které tak získaly platnost zákona. Tato kniha je součástí (druhou knihou) Corpus Iuris Canonici.
Další klíčovou sbírkou byla Liber Sextus papeže Bonifáce VIII., která částečně navazuje na Liber Extra. Stanovuje platnost pouze těch dekretálů, které jsou součástí těchto dvou kodifikací plus Graciánova Dekretu. Tato kniha je součástí (třetí knihou) Corpus Iuris Canonici. Čtvrtou knihou Corpus Iuris Canonici jsou tzv. Clementinae vydané roku 1313. Po těchto úředně vydaných sbírkách katolická církev přestala v tomto trendu úředního vydávání dalších sbírek na šest století až do roku 1917. Papežské dekretály se pak buď připojovaly ke Clementinae, nebo zůstávaly nezačleněny. Z nezačleněných udělal Jan Chappuise dvě soukromé sbírky nazvané Extravagantes, které se staly poslední (pátou) částí Corpus Iuris Canonici. Roku 1580 schválil papež Řehoř XIII. Codex Iuris Canonici k oficiálnímu vydání, ten však nebyl vyhlášen kodexem a tak ho lze považovat pouze za svod práva. Proto se zde vyskytují odporující si ustanovení, v těchto případech je třeba je řešit na základě poučky, že pozdější zákon ruší dřívější zákon.
Zároveň se po kostnickém koncilu (1414–18) objevil nový trend, který souvisel s osamostatňováním národních práv. Církev toto osamostatnění přijala a uzavřela tzv. konkordát, který upravoval vztah mezi kanonickým a světským právem.
Tridentským koncilem (1545–63) jakoby končí zlaté období kanonického práva, katolická církev přestala oficiálně vydávat další sbírky. Tento koncil upřesnil některé problémy vyplývající z Corpusu, přičemž samozřejmě zahrnul i dekrety pozdější. Po tomto koncilu Corpus Iuris Canonici, pomalu začal zaostávat, v 17. století byl doplněn o Institutiones Iuris Canonici a Liber Septimus decretalium (obě z konce 16. století), ale k další činnosti směřující ke kodifikaci kanonického práva nedošlo. Tridentský koncil omezil papežovu suverenitu v zásazích do kanonického práva a ten od této doby vydává své dekrety za pomoci papežské konstituce, dalším normotvorným orgánem se pak stala nařízení vyšších papežských úřadů. Následující období (prakticky do roku 1917) se zaměřilo na provádění výsledků Tridentského koncilu. V tomto období vzniklo několik soukromých sbírek, ale kanonické právo tohoto období značně upadlo a začalo se zabývat téměř výhradně církevními a teologickými problémy. V tomto období začala sílit snaha států upravit vztahy s církví a vůbec její působnost pomocí práva světského. Toto církevní tzv. konfesní právo již nebylo v působnosti církve, čímž byl oslaben i vliv kanonického práva.
Dalším významným počinem ohledně tvorby práva měl být První vatikánský koncil, ten však byl přerušen (1870) a nikdy nedokončen, protože došlo k obsazení papežského státu. Přesto zde došlo k vypracování (nikoli však ke schválení) principů trestního práva, toto rozpracování se přesto promítlo do pozdějších úprav. Z tohoto koncilu přesto vzešla zcela zásadní věc a tou je výnos Pastor aeternus (1870), kterou získal papež nad římskokatolickou církví opravdu velkou až neomezenou moc. Tímto dokumentem získal papež velkou pravomoc a totiž mluví-li k celé církvi ex cathedra (úředně) ve věcech morálky a víry je jeho rozhodnutí neomylné, neodvolatelné a nepodléhá dalšímu souhlasu. Toto rozhodnutí mělo skutečně obrovské i mimocírkevní důsledky. Na Prvním vatikánském koncilu byl vznesen požadavek na kodifikaci kanonického práva, tento požadavek mnoha významných církevních představitelů nebyl nijak nečekaný, protože hlasy hovořící o nutnosti kodifikace se ozývaly již delší dobu. Roku 1904 zahájil Pius X. práce na vytvoření nového kodexu. Ten byl vytvořen roku 1914, ale jelikož zemřel papež a začala první světová válka, byl tento kodex vyhlášen až apoštolskou konstitucí za papeže Benedikta XV. roku 1917 jako Codex Iuris Canonici (CIC/1917). Tento kodex byl první úplnou kodifikací latinského kanonického práva. Jelikož ve 20. století došlo k celé řadě politických změn objevila se velmi brzy nutnost změn, tyto změny byly uskutečněny pomocí nového kodexu Codex Iuris Canonici (CIC/1983)

### Východní kanonické právo
Hlavní článek: Východní katolické kanonické právo
Ve východním právu lze najít daleko menší vůli po centralizaci a dlouhou dobu zde neexistovala prakticky žádná snaha o kodifikaci, či zpřehlednění jeho zásad. O kodifikaci tohoto práva se začalo hovořit až po vydání CIC/1917. Díky tomu, že neexistovala žádná předchozí kodifikace, bylo výrazně složitější se o něco takového pokusit. Roku 1935 byla papežem ustanovena komise pro kodifikaci východního kanonického práva, která svoji činnost zakončila v roce 1948. Protože se jednalo o výrazný zásah do tradic, nebyl tento dokument (Corpus Iuris Canonici Orientalis (CICO)) vydán najednou, ale po částech. Jelikož ani toto neodpovídalo přesným představám východních církví, vydal Druhý vatikánský koncil roku 1964 dekret o katolických východních církvích, který ovlivnil další kodifikační činnost. Na základě nových kodifikačních snah, byl vytvořen nový kodex, tzv. Codex Canonum Ecclesiarum Orientalium (CCEO), který papež Jan Pavel II. promulgoval v roce 1990.

## Kanonické právo anglikánských církví
Jednotlivé anglikánské církve, které jsou sdruženy ve společenství anglikánských církví, vytváří své vlastní systémy kanonického práva.

## Principy kanonického práva
Kanonické právo je skutečným a reálným právním řádem, nejedná se tedy pouze o nějaká vnitřní pravidla organizace. Z podstaty a účelu tohoto práva vyplývá, že mezi státními právními řády a tímto řádem bude existovat celá řada odlišností. Nejpodstatnějším rozdílem je, že v kanonickém právu nejsou řešeny pouze vztahy mezi lidmi, ale i vztah člověka s Bohem. Tím se do jeho kánonů nedostává pouze právo lidské, ale i tzv. ius divinum (tj. právo božské), které je mu pak nadřazeno.
Dalším rozdílem, který je na první pohled patrný, je zásadní předpoklad dobrovolného dodržování tohoto práva. To je způsobeno tím, že člověk je účastníkem těchto právních vztahů dobrovolně a tedy se od něj očekává i jeho plnění.
Co se klasického chování práva týče, tak toto právo má prostor pro široké spektrum výjimek, odpuštění, či za určitých podmínek prominutí trestu. Nejvyšším trestem, který lze na základě kanonického práva udělit, je exkomunikace.